# Бурмистенков, Александр Петрович
Александр Петрович Бурмистенков (27 февраля 1942) — учёный, специалист в области оборудования лёгкой промышленности и бытового обслуживания, профессор (1991), доктор технических наук (1989). Заслуженный работник народного образования Украины.

## Биография
Выпускник МТИЛП (1964). Кандидатскую диссертацию выполнил в КТИЛП под руководством советских специалистов по оборудованию для влажно-тепловой обработки швейных изделий И.В. Орлова, В.А. Дубровного и защитил её в 1972 году. Докторскую диссертацию на тему оборудования для центробежного перемешивания материалов лёгкой промышленности защитил в МТИЛП в 1989 году.
Совместно с Пискорским Г. А. участвовал в создании различных кафедр профиля оборудования лёгкой промышленности и бытового обслуживания Киевского технологического института лёгкой промышленности, с которым и связал всю научную и преподавательскую карьеру, в частности в различные годы был заведующим кафедрой кожевенного и обувного производства, кафедрой машин и аппаратов лёгкой промышленности, кафедрой электромеханических систем. С 1989 года по 2015 год возглавлял факультет технологического оборудования и систем управления, в настоящее время профессор кафедры электромеханических систем.

## Награды
- Заслуженный работник народного образования Украины.

## Научная деятельность
Занимался широким кругом задач в разработке оборудования лёгкой промышленности. На 2019 год под его руководством подготовлено и защищено 8 кандидатских и 3 докторских диссертации. Имеет свыше 200 научных трудов, 9 учебных пособий, 2 учебника, 4 монографии, свыше 30 авторских свидетельств и патентов, свыше 100 методических разработок. Является создателем научной школы динамики жидких и квазижидких сред в технологическом оборудовании лёгкой промышленности.

## Учебники и монографии
- Бурмистенков, А. П. Смесительное и диспергирующее оборудование на предприятиях легкой промышленности : учеб. пособие по спец. "Машины и аппараты текстил., лег. пром-сти и быт. обслуж." / А. П. Бурмистенков, Т. Я. Белая ; М-во высш. и сред. спец. образования УССР, Учеб.-метод. каб. по высш. образованию, Киев. технол. ин-т лег. пром-сти. — Киев : УМКВО, 1989. — 80 с.
- Бурмістенков, О. П. Основі теорії та практична реалізація пристроїв для зачищувальної обробки формових деталей із полімерних матеріалів / О. П. Бурмістенков, I. В. Панасюк. — К.: НМК ВО, 1993. — 64 с.
- Скиба, М. Є. Основи проектування прес-форм для лиття під тиском виробів з полімерів : навч. посіб. / О. П. Бурмістенков, Б. М. Злотенко, М. Є. Скиба. — Київ : ІЗМО, 1999. — 112 с.
- Бурмістенков, О. П. Числові методи математичного моделювання в створенні технологічної оснастки для лиття виробів з полімерних матеріалів : монографія / О. П. Бурмістенков, Б. М. Злотенко, М. Є. Скиба, О. М. Синюк. — Хмельницький : ПП Ковальський В.В., 2002. — 148 с.
- Бурмістенков, О. П. Виробництво литих деталей та виробів з полімерних матеріалів у взуттєвій та шкіргалантерейній промисловості : монографія / О. П. Бурмістенков [та ін.] ; заг. ред. В. П. Коновал. — Хмельницький, 2007. — 255 с.
- Петко І. В. Основи електропобутової техніки: навчальний посібник / І. В. Петко, О. П. Бурмістенков, Т. Я. Біла. — К.: КНУТД, 2013. — 239 с.
- Петко І. В. Електропобутова техніка : підручник для студентів вищих навчальних закладів / І. В. Петко, О. П. Бурмістенков, Т. Я. Біла, М. Є. Скиба. — К., 2012. — 255 с. — Хмельницький : ХНУ, 2017. — 213 с.
- Стаценко В. В. Автоматизовані комплекси безперервного приготування композицій сипких матеріалів : монографія  / В. В. Стаценко, О. П. Бурмістенков, Т. Я. Біла. — Київ : КНУТД, 2017. — 220 с.